# Олександр Олександрович Барков
Олександр Олександрович Барков (фін. Aleksandr Barkov, рос. Александр Александрович Барков; 2 вересня 1995, Тампере, Фінляндія) — фінський хокеїст російського походження, центральний нападник. Виступає за клуб «Флорида Пантерс» у Національній хокейній лізі.

## Спортивна кар'єра
Син відомого радянського і російського хокеїста Олександра Едгардовича Баркова. Вихованець клубу «Таппара». За головну команду дебютував у СМ-лізі 1 жовтня 2011 року. В чемпіонаті Фінляндії провів 90 матчів, закинув 28 шайб, зробив 41 результативну передачу.
28 травня 2012 року був обраний під загальним другим номером на драфті Континентальної хокейної ліги ярославським «Локомотивом». 30 червня того ж року, знову під другим загальним номером, на драфті Національної хокейної ліги був обраний клубом «Флорида Пантерс». Дебютував за американську команду в сезоні 2013/14. За підсумками сезону 2018/19 отримав приз «Леді Бінг» (за джентльменську поведінку в поєднанні з високою ігровою майстерністю).
У складі юніорської збірної Фінляндії учасник чемпіонату світу 2012. За молодіжну команду виступав на чемпіонатах світу 2012 і 2013 (13 матчів, 4 закинуті шайби).
Захищав кольори національної збірної на Олімпійських іграх 2014 у Сочі.

## Нагороди та досягнення
- Пам'ятний трофей Леді Бінг — 2019
- Приз Френка Дж. Селке — 2021, 2024, 2025.
- Пам'ятний трофей Кінга Кленсі — 2025.
- Володар Кубка Стенлі в складі «Флорида Пантерс» — 2024, 2025.

## Статистика

### Клубні виступи
| Сезон              | Клуб               | Ліга               | Регулярний сезон | Регулярний сезон | Регулярний сезон | Регулярний сезон | Регулярний сезон | Плей-оф | Плей-оф | Плей-оф | Плей-оф | Плей-оф |
| Сезон              | Клуб               | Ліга               | І                | Г                | П                | О                | ШХ               | І       | Г       | П       | О       | ШХ      |
| ------------------ | ------------------ | ------------------ | ---------------- | ---------------- | ---------------- | ---------------- | ---------------- | ------- | ------- | ------- | ------- | ------- |
| 2011–12            | «Таппара»          | СМ-Л               | 32               | 7                | 9                | 16               | 4                | —       | —       | —       | —       | —       |
| 2012–13            | «Таппара»          | СМ-Л               | 53               | 21               | 27               | 48               | 8                | 5       | 0       | 5       | 5       | 2       |
| 2013–14            | «Флорида Пантерс»  | НХЛ                | 54               | 8                | 16               | 24               | 10               | —       | —       | —       | —       | —       |
| 2014–15            | «Флорида Пантерс»  | НХЛ                | 71               | 16               | 20               | 36               | 16               | —       | —       | —       | —       | —       |
| 2015–16            | «Флорида Пантерс»  | НХЛ                | 66               | 28               | 31               | 59               | 8                | 6       | 2       | 1       | 3       | 2       |
| 2016–17            | «Флорида Пантерс»  | НХЛ                | 61               | 21               | 31               | 52               | 10               | —       | —       | —       | —       | —       |
| 2017–18            | «Флорида Пантерс»  | НХЛ                | 79               | 27               | 51               | 78               | 14               | —       | —       | —       | —       | —       |
| 2018–19            | «Флорида Пантерс»  | НХЛ                | 82               | 35               | 61               | 96               | 8                | —       | —       | —       | —       | —       |
| Усього у Фінляндії | Усього у Фінляндії | Усього у Фінляндії | 85               | 28               | 36               | 64               | 12               | 5       | 0       | 5       | 5       | 2       |
| Усього в НХЛ       | Усього в НХЛ       | Усього в НХЛ       | 413              | 135              | 210              | 345              | 66               | 6       | 2       | 1       | 3       | 2       |

### Збірна
| Рік                | Команда            | Турнір             | Місце              |    | І | Г  | П  | О  | ШХ |
| ------------------ | ------------------ | ------------------ | ------------------ | -- | - | -- | -- | -- | -- |
| 2012               | Фінляндія          | ЮЧС                | 4-е                | 7  | 1 | 2  | 3  | 27 |    |
| 2012               | Фінляндія          | МЧС                | 4-е                | 7  | 1 | 3  | 4  | 0  |    |
| 2013               | Фінляндія          | МЧС                | 7-е                | 6  | 3 | 4  | 7  | 6  |    |
| 2014               | Фінляндія          | ОІ                 | 3                  | 2  | 0 | 1  | 1  | 2  |    |
| 2015               | Фінляндія          | ЧС                 | 6-е                | 8  | 3 | 4  | 7  | 4  |    |
| 2016               | Фінляндія          | ЧС                 | 2                  | 9  | 3 | 6  | 9  | 2  |    |
| 2016               | Фінляндія          | КС                 | 8-е                | 3  | 0 | 0  | 0  | 0  |    |
| Молодіжна збірна   | Молодіжна збірна   | Молодіжна збірна   | Молодіжна збірна   | 20 | 5 | 9  | 14 | 33 |    |
| Національна збірна | Національна збірна | Національна збірна | Національна збірна | 22 | 6 | 11 | 17 | 8  |    |